# 미국의 준주
준주(準州, 영어: Incorporated Organized Territory)는 미국에 병합(incorporated, 미합중국 자산의 일부로) 되었거나, 조직된(organized, 미국 의회에서 통과된 조직법에 의해 정부를 구성함으로써) 영토로 미국 연방 의회에서 제정된 조직법(Organic Act)에 따라 입법, 행정, 사법 등의 조직을 갖춘 곳을 말한다. 1959년 알래스카 준주와 하와이 준주가 주로 승격하면서 현재 준주인 곳은 없다.
미합중국 역사를 통하여, 가입 전 미합중국의 주로서 승인된 지역들은 이런 종류의 준주들이었다. 미합중국이 성장함에 따라서, 조직된 준주의 가장 인구가 많은 지역은 주로서의 지위를 획득할 수 있었다.

## 준주
- 북서부 영토(1787~1803): 오하이오주와 인디애나 준주가 되었다.
- 남서부 영토(1790~1796): 테네시주가 되었다.
- 미시시피 준주(1798~1817): 미시시피주와 앨라배마 준주가 되었다.
- 인디애나 준주(1800~1816): 미시간 준주와 일리노이 준주, 인디애나주가 되었다.
- 올리언스 준주(1804[1]~1812): 루이지애나주가 되었다.[2]
- 미시간 준주(1805~1837): 미시간주와 위스콘신 준주가 되었다.
- 루이지애나 준주(1805~1812): 미주리 준주(1812~1821)로 이름을 바꾸었다.
- 일리노이 준주(1809~1818): 일리노이주가 되고, 일부는 미시간 준주에 속하게 되었다.
- 앨라배마 준주(1817~1819)
- 아칸소 준주(1819~1836)
- 플로리다 준주(1822~1845)
- 위스콘신 준주(1836~1848)
- 아이오와 준주(1838~1846)
- 오리건 준주(1848~1859)
- 미네소타 준주(1849~1858)
- 뉴멕시코 준주(1850~1912)
- 유타 준주(1850~1896)
- 워싱턴 준주(1853~1889)
- 캔자스 준주(1854~1861)
- 네브래스카 준주(1854~1867)
- 콜로라도 준주(1861~1876)
- 네바다 준주(1861~1864)
- 다코타 준주(1861~1889): 노스다코타주와 사우스다코타주가 되었다.
- 애리조나 준주(1863~1912)
- 아이다호 준주(1863~1890)
- 몬태나 준주(1864~1889)
- 와이오밍 준주(1868~1890)
- 오클라호마 준주(1889~1907)
- 하와이 준주(1898,1900~1959)
- 알래스카 준주(1912~1959)